# HMS Emerald (D66)
La HMS Emerald (Pennant number D66) è stata un incrociatore leggero della omonima classe della Royal Navy, nona nave da guerra britannica a portare questo nome. Venne costruito dai cantieri Armstrong di Newcastle upon Tyne che iniziarono i lavori il 23 settembre 1918. Venne varata il 19 marzo 1920 ed entrò in servizio il 14 gennaio 1926.

## Servizio
Al momento dell'entrata in servizio la Emerald venne assegnata alle Indie Orientali nel Quarto Squadrone Incrociatori, tornando in patria dopo più di sette anni. Dopo un raddobbo a Chatham, venne nuovamente inviata nelle Indie Orientali il 31 agosto 1934, dove rimase fino al settembre 1937. Al suo ritorno in Gran Bretagna venne trasferita nella riserva.
Tornata in servizio attivo allo scoppio della seconda guerra mondiale entrò nel Dodicesimo Squadrone Incrociatori durante il settembre 1939 con compiti di pattuglia nell'Atlantico Settentrionale e nel Mare del Nord. Partecipò ad operazioni di scorta a convogli fino al 1940. Tra l'ottobre 1939 e l'agosto del 1940 trasferì 58 milioni di sterline in oro dalla Gran Bretagna in Canada (la nave gemella, l'Enterprise trasportò altri 10 milioni). Durante la prima parte del conflitto, fino al maggio 1940, fu comandata dal famoso capitano Augustus Agar (1890–1968).
Nel 1941 venne trasferita nell'Oceano Indiano, dove scortò convogli di truppe in Medio Oriente e pattugliò la zona del Golfo Persico durante le operazioni in Iraq nell'aprile 1941. Dopo l'entrata in guerra del Giappone, nel dicembre dello stesso anno, venne trasferita alla Flotta dell'Estremo Oriente come parte del "gruppo veloce" e ne fu l'ammiraglia durante il mese di marzo del 1942. Nell'agosto seguente tornò in patria per sottoporsi ad un raddobbo a Portsmouth e non rientrò in servizio fino ai primi giorni di aprile del 1943.
Appena tornata operativa venne riassegnata alla Flotta dell'Estremo Oriente, nel Quarto Squadrone Incrociatori, con compiti di scorta. Tornò nuovamente in patria per partecipare alle operazioni di appoggio allo Sbarco in Normandia, durante il quale partecipò alle operazioni di supporto alla spiaggia di Gold come parte della Forza K. Nel gennaio 1945 venne trasferita nella riserva e, nel 1947, venne utilizzata come nave bersaglio. In seguito ad esercitazioni di tiro affondò il 24 ottobre nella Baia di Kames, presso Rothesay. Venne recuperata il 9 giugno 1948 e dopo essere stata esaminata venne ceduta alla British Steel Corporation il 23 luglio seguente per essere demolita presso il cantiere Arnott Young di Troon, in Scozia, dove arrivò il 5 luglio.